# Sparring
Sparring je forma tréninku, nikoli zápas s vítězi a poraženými. 
Je to způsob podpory a rozvoje dovedností nejčastěji používaný v bojových sportech. 
Úkolem sparringu je vytvářet a testovat vhodné návyky u trénovaného jedince. 
Nácvik se provádí v potřebném prostředí, v podmínkách co nejbližších "realitě boje". 
Stupeň zatížení se volí s ohledem na výkonnost a odolnost sportovce, s cílem "maximalizovat jeho rozvoj". 
Cílem je trénovaného vycvičit k vhodným reakcím ve stresu a maximální fyzické zátěži. 
Každá tréninková jednotka vedená se sparringem je zakončena "zpětnou vazbou" a "rozvojovým plánem". 
Ideální sparring je na vyšší technické úrovni než trénovaný. 
Sparring v úzké spolupráci s koučem určuje další vývoj tréninkových plánů.
Tento způsob intenzivního tréninku se využívá napříč kontaktními bojovými sporty jako jsou např. box nebo judo.
Člověku, který se věnuje sparringu ve sportu se obvykle říká sparring partner - česky tréninkový partner.
Tento pojem přenesl do managementu a  rozvojového coachingu (koučinku) Jaroslav Homolka. Vytvořil metodiku Personal Sparing Partner.